# Makiptyelus
Makiptyelus is een geslacht van halfvleugeligen uit de familie Machaerotidae. De wetenschappelijke naam van dit geslacht is voor het eerst geldig gepubliceerd in 1914 door Maki.

## Soorten
Het geslacht Makiptyelus  is monotypisch en omvat slechts de volgende soort:
- Makiptyelus dimorphus Maki, 1914